# Wiktor Jaśkiewicz
Wiktor Jaśkiewicz (ur. 1 kwietnia 1912 w Suwałkach, zm. 24 października 2003 w Poznaniu) – prawnik, profesor Uniwersytetu im. Adama Mickiewicza w Poznaniu, wojewoda olsztyński (1947–1948).

## Życiorys
Ukończył szkołę średnią w Suwałkach (w 1931) i Wydział Prawa Uniwersytetu Poznańskiego, gdzie uzyskał dyplom magistra w 1935 na podstawie pracy Zasady prawa układowego, napisanej pod kierunkiem prof. Bronisława Stelmachowskiego. W latach 1935–1936 odbywał służbę wojskową w Szkole Podchorążych Rezerwy Artylerii we Włodzimierzu Wołyńskim. Następnie został asystentem wolontariuszem przy Katedrze Prawa i Procesu Karnego UP. Od 1938 do 1939 był kierownikiem referatu w Urzędzie Wojewódzkim w Poznaniu. W wojnie obronnej Polski w 1939 dowodził plutonem w II baterii haubic w 14 dywizjonie artylerii ciężkiej. W okresie okupacji hitlerowskiej po krótkim pobycie w niewoli niemieckiej pracował jako robotnik w Poznaniu, następnie jako urzędnik i wychowawca w majątku Zamoyskich w Kozłówce. 
Po zakończeniu wojny powrócił do pracy w Urzędzie Wojewódzkim w Poznaniu. W 1945 objął stanowisko dyrektora gabinetu Ministra Ziem Odzyskanych. W 1948 wstąpił do Polskiej Partii Robotniczej, a następnie do PZPR. 8 września 1947 otrzymał nominację na wojewodę olsztyńskiego. W okresie sprawowania tej funkcji był przewodniczącym Klubu Inteligencji Pracującej w Olsztynie, wykładał również wstęp do nauk prawnych i logikę w Studium Administracyjno-Prawnym, będącym filią Wydziału Prawa Uniwersytetu Toruńskiego. Po odwołaniu z funkcji wojewody w 1948 został dyrektorem administracyjnym na Uniwersytecie im. Adama Mickiewicza w Poznaniu. W 1950 obronił pracę doktorską pt. Przebudowa ustroju administracyjnego w Polsce Ludowej i został zastępcą profesora w Katedrze Prawa Administracyjnego UAM. W 1955 otrzymał tytuł docenta, w 1962 – profesora nadzwyczajnego, zaś w 1968 – profesora zwyczajnego.
W latach 1951–1955 pełnił obowiązki prorektora Uniwersytetu im. Adama Mickiewicza ds. nauczania, 1955–1956 – prorektora ds. ogólnych. Od 1955 do 1961 był kierownikiem Katedry Prawa Pracy, a od 1974 do 1982 dyrektorem Instytutu Administracji i Zarządzania. Jednocześnie od 1961 do 1963 sprawował funkcję dziekana Wydziału Ogólnoekonomicznego w Wyższej Szkole Ekonomicznej w Poznaniu. Od 1963 roku był członkiem Komitetu Nauk Prawnych PAN. Od 1965 członek Rady Naukowej Instytutu Nauk Prawnych PAN. Brał udział w przygotowaniach tekstu kodeksu pracy z 1974 oraz ustaw dotyczących stosunków pracy w służbach publicznych. W latach 1970–1974 prowadził pierwsze w Polsce stacjonarne studium doktoranckie z zakresu prawa pracy. Zorganizował II Konferencję Katedr i Zakładów Prawa Pracy, która odbyła się w ośrodku UAM w Kołobrzegu w 1967. W latach 1950–1981 był prezesem Zarządu Regionalnego Towarzystwa Wiedzy Powszechnej w Poznaniu.

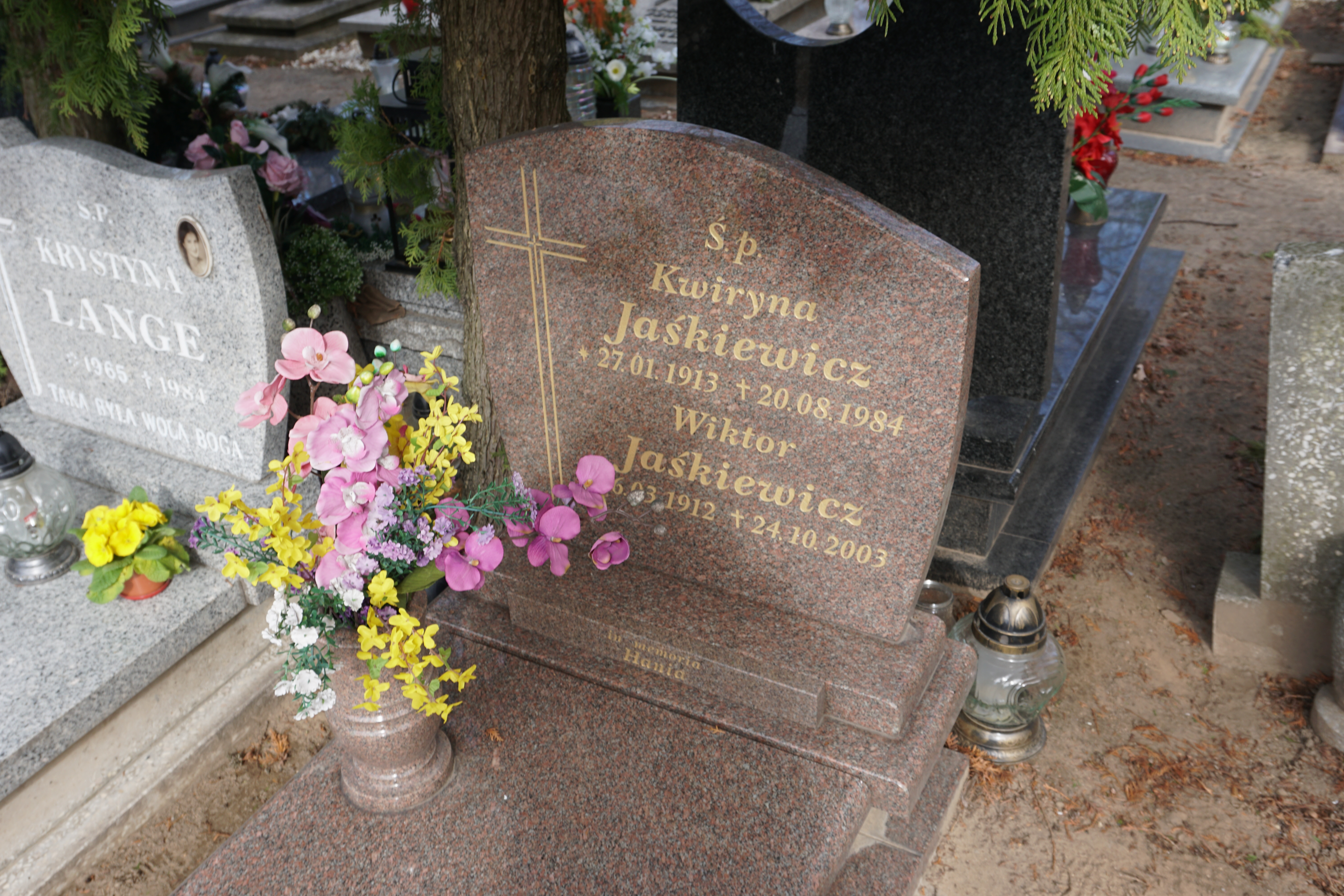
Grób profesora Wiktora Jaśkiewicza na cmentarzu parafii św. Jana Vianneya w Poznaniu

W 1982 zakończył pracę na UAM. W 1984 przeniósł się z Poznania do Augustowa. W latach 1988–1994 kierował Zakładem Prawa Pracy filii Uniwersytetu Warszawskiego w Białymstoku. Pochowany na cmentarzu św. Jana Vianneya w Poznaniu (kwatera św. Łukasza, rząd 15, miejsce 20).
Do jego zainteresowań należało malarstwo i muzyka (uczył młodzież w Kozłówce tańczyć poloneza i mazura).

## Ważniejsze prace
- Prawny stosunek pracy w spółdzielniach pracy (Warszawa 1955)
- Studia nad sytuacją prawną pracowników państwowych (Poznań 1961)
- Studia nad sytuacją prawna pracowników państwowych. Socjalistyczna służba państwowa. PRL–ZSRR (Poznań 1966)
- Prawo pracy – zarys wykładu (Warszawa, PWN, 1967, z Czesławem Jackowiakiem i Włodzimierzem Piotrowskim)
- Sytuacja pracownicza członka spółdzielni pracy w prawie PRL (Warszawa 1968)

## Nagrody i odznaczenia
- Nagroda Prezesa Zarządu Głównego i Przewodniczącego Rady Naukowej Towarzystwa Wiedzy Powszechnej (1962)
- Nagrody resortowe 1967, 1971, 1976, 1981, 1982
- Nagroda Sekretarza Naukowego PAN 1978
- Krzyż Oficerski Orderu Odrodzenia Polski
- Krzyż Kawalerski Orderu Odrodzenia Polski (1955)[6]
- Medal 10-lecia Polski Ludowej (1955)[7]
- Medal 30-lecia Polski Ludowej
- Medal 40-lecia Polski Ludowej
- Medal Komisji Edukacji Narodowej
- Tytuł honorowy Zasłużony Nauczyciel PRL
- Medal Rodła